# Sogan
Sogan is een bestuurslaag in het regentschap Kulon Progo van de provincie Jogjakarta, Indonesië. Sogan telt 1818 inwoners (volkstelling 2010).